# NGC 7187
NGC 7187 је лентикуларна галаксија у сазвежђу Јужна риба која се налази на NGC листи објеката дубоког неба.
Деклинација објекта је - 32° 48' 12" а ректасцензија 22h 2m 44,4s. Привидна величина (магнитуда) објекта NGC 7187 износи 12,5 а фотографска магнитуда 13,4. NGC 7187 је још познат и под ознакама ESO 404-24, MCG -6-48-18, AM 2159-330, PGC 67909.